# Елинкова, Власта
Власта Елинкова (чеш. Vlasta Jelínková, настоящее имя Анна) — чешская актриса театра, кино и телевидения.

## Биография
Власта Елинкова родилась 31 октября 1904 года в г. Садска (теперь в Среднечешском крае). Дебютировала в театре в 1918 г. Умерла 26 октября 1988 года в Праге.

## Избранная фильмография
- 1946 — Мертвый между живыми / Mrtvý mezi živými
- 1947 — Не знаете ли квартиры? / Nevíte o bytě?
- 1955 — Музыка с Марса / Hudba z Marsu
- 1968 — Капризное лето / Rozmarné léto
- 1968 — Тринадцатая комната / Třináctá komnata
- 1969 — Шутка / Žert (голос)
- 1969 — Жаворонки на нитке / Skřivánci na niti
- 1970 — Нагота / Nahota
- 1971 – Принц Баяя / Princ Bajajaн
- 1973 – Дни предательства / Dny zrady  — пожилая женщина на границе
- 1976 — На хуторе у леса[чеш.] / Na samotě u lesa
- 1977 — Тридцать случаев майора Земана / 30 případů majora Zemana
- 1977 — Больница на окраине города / Nemocnice na kraji města
- 1978 — Проделки мизантропа / Já už budu hodný, dědečku
- 1985 — Деревенька моя центральная / Vesničko má středisková